# Ni Shiqun
Dans ce nom chinois, le nom de famille, Ni, précède le nom personnel.
Ni Shiqun est une joueuse d'échecs chinoise née le 26 février 1997. Grand maître international féminin depuis 2015, elle participe au championnat du monde féminin de 2017 à Téhéran où elle est éliminée en quarts de finale.
Au 1er février 2017, elle est la neuvième joueuse chinoise avec un classement Elo de 2 399 points.

## Biographie et carrière
Ni Shiqun finit deuxième ex æquo du tournoi zonal de Zhongshan en juin-juillet 2015, ce qui la qualifie pour le championnat du monde d'échecs féminin de février 2017. À Téhéran, elle élimine Lilit Mkrtchian au premier tour puis Valentina Gounina au deuxième tour et Natalia Pogonina au troisième tour.
Étudiante en économie à l'université de Shenzhen, elle a remporté le championnat du monde universitaire féminin de 2016 à Abu Dhabi.